# Anagyrus alami
Anagyrus alami är en stekelart som beskrevs av Hayat 1970. Anagyrus alami ingår i släktet Anagyrus och familjen sköldlussteklar. Inga underarter finns listade i Catalogue of Life.